# Lebedew-Goldmedaille
Die Lebedew-Goldmedaille (russisch Золотая медаль имени П.Н. Лебедева)  wurde nach dem russischen Physiker Pjotr Nikolajewitsch Lebedew benannt. Von 1972 bis 1990 wurde sie von der Akademie der Wissenschaften der UdSSR verliehen. In der Nachfolge wird sie seit 1993 von der Russischen Akademie der Wissenschaften für herausragende Leistungen auf dem Gebiet der Physik vergeben. Von 1972 bis 1996 erfolgte die Verleihung alle drei Jahre, seit 1996 wird die Medaille alle fünf Jahre verliehen.

## Preisträger
- 1972 Alexander Iossifowitsch Schalnikow
- 1975 Wladimir Borissowitsch Braginski
- 1978 Isaak Konstantinowitsch Kikoin
- 1981 Karl Karlowitsch Rebane
- 1984 Juri Andrejewitsch Ossipjan
- 1987 Wiktor Sergejewitsch Wawilow
- 1990 Nikolai Borissowitsch Brandt
- 1993 Anatoli Michailowitsch Schalagin
- 1996 Boris Petrowitsch Sachartschenja
- 2001 Michail Dmitrijewitsch Galanin
- 2006 Sergei Nikolajewitsch Bagajew
- 2011 Juri Wassiljewitsch Kopajew
- 2016 Jewgeni Borissowitsch Alexandrow
- 2021 Alexander Alexandrowitsch Kapljanski